# Psammodynastes pulverulentus
Espèce
Synonymes
- Psammophis pulverulenta Boie in Boie, 1827
- Dipsas ferruginea Cantor, 1839
- Psammophis floresianus Bleeker, 1860
- Lycodon bairdii Steindachner, 1867
- Anisodon lilljeborgi Rosen, 1905

Psammodynastes pulverulentus est une espèce de serpents de la famille des Lamprophiidae. 

## Répartition
Cette espèce se rencontre :
- dans le nord-est de l'Inde ;
- au Népal ;
- au Bangladesh ;
- en Birmanie ;
- en Thaïlande ;
- au Laos ;
- au Viêt Nam ;
- au Cambodge ;
- en Indonésie ;
- en Chine dans les provinces du Fujian, du Yunnan, du Guangxi, du Guangdong, du Hainan et à Hong Kong ;
- à Taïwan ;
- en Malaisie péninsulaire et en Malaisie orientale;
- aux Philippines.

## Liste des sous-espèces
Selon The Reptile Database (19 février 2014) :
- Psammodynastes pulverulentus papenfussi Zhao, 1995
- Psammodynastes pulverulentus pulverulentus (Boie, 1827)

## Publications originales
- Boie, 1827 : Bemerkungen über Merrem's Versuch eines Systems der Amphibien, 1. Lieferung: Ophidier. Isis von Oken, Jena, vol. 20, p. 508-566 (texte intégral)
- Zhao, 1995 : Infraspecific classification of some Chinese snakes. Sichuan Journal of Zoology, vol. 14, no 3, p. 107-112 (texte intégral).